# Нюртінген
Нюртінген (нім. Nürtingen) — громада в Німеччині, знаходиться в землі Баден-Вюртемберг. Підпорядковується адміністративному округу Штутгарт. Входить до складу району Есслінген.
Площа — 46,9 км2. Населення становить 41 154 ос. (станом на 31 грудня 2020).